# Darryl Yung
Darryl Yung (* 5. August 1972 in Victoria) ist ein kanadischer Badmintonspieler. 

## Karriere
Darryl Yung nahm 1996 im Herrendoppel und im Mixed an Olympia teil. Im Mixed wurde er dabei 9., im Doppel 17. in der Endabrechnung. Bereits 1995 hatte er die Panamerikameisterschaft im Mixed mit Denyse Julien gewonnen. Im gleichen Jahr gewann er seinen ersten nationalen kanadischen Titel. 1999 siegte er bei den Canadian Open.

## Sportliche Erfolge
| Saison | Veranstaltung                   | Disziplin    | Platz | Name                           |
| ------ | ------------------------------- | ------------ | ----- | ------------------------------ |
| 1990   | Kanada: Juniorenmeisterschaften | Herrendoppel | 1     | Darryl Yung / Brent Olynyk, BC |
| 1991   | Kanada: Juniorenmeisterschaften | Herreneinzel | 1     | Darryl Yung, BC                |
| 1991   | Kanada: Juniorenmeisterschaften | Herrendoppel | 1     | Darryl Yung / Brent Olynyk, BC |
| 1995   | Panamerikaspiele                | Mixed        | 1     | Darryl Yung / Denyse Julien    |
| 1995   | Kanada: Einzelmeisterschaften   | Mixed        | 1     | Darryl Yung / Denyse Julien    |
| 1996   | Olympia                         | Mixed        | 9     | Darryl Yung / Denyse Julien    |
| 1996   | Olympia                         | Herrendoppel | 17    | Darryl Yung / Jaimie Dawson    |
| 1996   | Kanada: Einzelmeisterschaften   | Mixed        | 1     | Darryl Yung / Denyse Julien    |
| 1998   | Kanada: Einzelmeisterschaften   | Herrendoppel | 1     | Iain Sydie / Darryl Yung       |
| 1999   | Canadian Open                   | Herrendoppel | 1     | Wang Wen / Darryl Yung         |